# 稻葉崎站
稻葉崎站（日语：／ Inabazaki eki */?）是一個位於鹿兒島縣姶良郡栗野町（現時為湧水町）的九州旅客鐵道（JR九州）山野線車站。在1988年（昭和63年）2月1日與山野線一同停用。

## 停用前車站結構
- 有一個單式月台1面1線。
- 無人站。
- 有一個站舍及候車室。

## 歷史
- 1959年（昭和34年）11月23日：開始營業[1]。
- 1987年（昭和62年）4月1日：因國鐵分割民營化，本站成為九州旅客鐵道的車站[1]。
- 1988年（昭和63年）2月1日：與山野線一同停用[1]。

## 相鄰車站
九州旅客鐵道
山野線
湯之尾－稻葉崎－栗野

## 注腳
1. 1 2 3  石野哲（編）. . JTB. 1998: 706. ISBN 978-4-533-02980-6 （日语）.

## 相關項目
- 日本鐵路車站列表